# Death Note (2006)
Death Note (デスノート, Desu Nōto) é um filme japonês de suspense sobrenatural de 2006 dirigido por Shinsuke Sato e escrito por Tetsuya Oishi, com base no manga homônimo escrito por Tsugumi Ohba e ilustrado por Takeshi Obata. O filme centra-se no universitário Light Yagami que decide livrar o mundo do mal com a ajuda de um caderno sobrenatural que mata qualquer pessoa cujo nome é escrito nele. Foi produzido pela Nippon Television e distribuído pela Warner Bros..
O filme foi seguido por uma continuação direta, Death Note: The Last Name, lançada no mesmo ano. Um spin-off, L: Change the World, foi lançado em 2008. Outra sequência, Death Note: Light Up the New World, foi lançada em 2016.

## Enredo
Light Yagami, um jovem estudante universitário cuja vida sofre uma mudança drástica quando ele descobre um caderno misterioso, conhecido como "Death Note", caído no chão. As instruções do Death Note afirmam que se o nome de uma pessoa está escrito dentro dele enquanto imaginando o rosto da pessoa, essa pessoa deve morrer. Light a princípio duvida da autenticidade do caderno, mas depois de experimentá-lo, ele percebe que o Death Note é real. Após o encontro com o anterior proprietário do Death Note, um shinigami chamado Ryuk, Light procura tornar-se o "deus do novo mundo", passando o seu juízo sobre aqueles que ele considera ser mal ou que ficar em seu caminho.
Depois de meses matando criminosos, Light é apelidado de Kira pelo público e alguns acreditam que ele seja justo sobre matar criminosos. Conhecido como o melhor detetive do mundo, L começa a trabalhar no caso. L consegue enfrentar Light, ao vivo na TV, e deduz que ele está na região Kanto do Japão e ele pode "matar sem levantar um dedo". A corrida então começa, entre L e Kira para descobrir a identidade um do outro. Mais tarde Shiori é sequestrada por Misora pedindo a Light para ir até o museu de arte e confessar que ele realmente é Kira, se ele quer salvá-la. Ele vai para o museu, mas nega que ele é Kira, e pede para liberarem Shiori. Misora diz a Light que a menos que ele a mata usando seu nome real, o que era "Naomi", ela mataria Shiori. Light insiste que ele não é Kira. Soichiro, ao ver isso, envia a polícia. Misora imediatamente se torna aborrecida e distraída, permitindo que a namorada de Light fuja dela. Misora dispara sua arma e atira em Shiori, que morre nos braços de Light pouco depois, e então depois Misora comete suicídio, atirado nela mesma.
Mais tarde, para fomentar um ódio por Kira, Light pede para se juntar à equipe de investigação do caso. Enquanto Soichiro é um pouco relutante, L imediatamente concede o seu desejo e ainda sugere que Light é Kira.
No final, Misa Amane, uma atriz, é perseguida por um beco por um homem com uma faca, com a intenção de matá-la. Enquanto ela grita por socorro, o homem morre de um ataque cardíaco, como as vítimas de Kira. Então um segundo Death Note cai ao lado dela.

## Elenco
- Tatsuya Fujiwara como Light Yagami
- Kenichi Matsuyama como L
- Erika Toda como Misa Amane
- Shidou Nakamura (voz) como Ryuk
- Asaka Seto como Naomi Misora
- Shunji Fujimura como Watari
- Yuu Kashii como Shiori Akino
- Takeshi Kaga como Soichiro Yagami
- Hikari Mitsushima como Sayu Yagami
- Shin Shimizu como Kanzo Mogi

## Produção

### Desenvolvimento
Em suas notas de produção, o diretor Shūsuke Kaneko explicou seu desejo de convencer o público de que, embora o assassinato de maus seres humanos possa parecer justo, subestima a influência corruptora de exercer esse poder (a série de mangás segue um ponto de vista muito semelhante). Kaneko também comentou que o medo psicológico de morrer poderia ser "mais pesadelo do que Kaiju (monstros) destruindo cidades e matando pessoas".  Kaneko também afirmou que queria que o filme "se concentrasse em dor psicológica", explicando como as mortes ocorrem e como as pessoas mais jovens começariam a gostar de Kira. Ele também removeu muitos dos monólogos interiores proeminentes no mangá e no anime para permitir que o público desenvolva suas próprias idéias sobre os pensamentos e crenças dos personagens, enquanto permite "tensão dramática".  Kaneko disse que a parte mais difícil do mangá para filmar foi a cena quando a investigação começa e as autoridades concluem que uma pessoa é responsável pela morte de criminosos. Ele escolheu acrescentar uma cena em que L explica sua lógica através de seu laptop, a fim de tornar o filme "mais credível" e "excitar pessoas" para a luta entre L e Light. Kaneko indicou sentimentos mistos ao dirigir o filme. Ele disse que sentiu "uma pequena reserva" em como o filme iria se apresentar, uma vez que o filme "usa" a morte "para entreter o público" e sente "moralmente inquietante". Kaneko teorizou que o filme pode ter se comportado bem por causa da cultura da Internet no Japão, dizendo que o uso da Death Note tinha semelhanças com a forma como os usuários atacaram uns aos outros em fóruns e blogs. Além disso, Kaneko observou que a morte é "cuidadosamente" escondida, até o ponto em que "as pessoas nem sequer pensam sobre isso".

### Filmagens
Kaneko fretou uma linha de metro para filmar uma cena particular no filme; Esta foi a primeira vez na história do cinema japonês que uma linha de metro foi usada. Kaneko usou cerca de 500 extras ao longo do filme.

## Lançamento
O filme estreou no Japão em 17 de junho de 2006, e liderou as bilheterias por duas semanas, empurrando O Código Da Vinci para o segundo lugar.